# ТЕС Сураттхані
ТЕС Сураттхані – теплова електростанція на півдні Таїланду у провінції Сураттхані.
В 1973 році на майданчику станції став до ладу класичний конденсаційний енергоблок потужністю 30 МВт, які працював на нафті.
В якийсь момент станцію підсилили п’ятьма встановленими на роботу у відкритому циклі газовими турбінами потужністю по 15 МВт, що використовували дизельне пальне (можливо відзначити, що наприкінці 1960-х у столичному регіоні на кількох ТЕС запустили вісім таких турбін, проте у підсумку всі вони були переміщені до віддалених провінцій). В 1983-му дві з цих турбін перемістили з майданчику Сураттхані на північ до ТЕС Лан-Крабу, де виникла можливість використати ресурс блакитного палива з місцевого нафтогазового родовища.
Станом на 1994 рік за ТЕС Сураттхані все ще рахувався конденсаційний енергоблок із зменшеним до 25 МВт номіналом та дві газові турбіни із загальним показником у 28 МВт, але у підсумку всі згадані вище застарілі потужності були демобілізовані.
В 2001-му на майданчику станції ввели в дію дві встановлені на роботу у відкритому циклі газові турбіни Mitsubishi потужністю по 122 МВт, причому і на цей раз вони були переміщені зі столичного регіону – з ТЕС Сайной. Первісно планували доповнити їх котлами утилізаторами і паровою турбіною потужністю 100 МВт, що дозволило б створити енергоефективний парогазовий блок комбінованого циклу. Зазначений проект був розрахований на використання природного газу, який мав надійти по перемичці від ТЕС Ханом, куди блакитне паливо в свою чергу постачали з Сіамської затоки по газопроводу Ераван – Ханом. Втім, станом на кінець 2010-х організувати постачання блакитного палива так і не вдалось, тому турбіни ТЕС Сураттхані працюють на нафтопродуктах в режимі покриття пікових навантажень (при постійній роботі станція б споживала 1,7 млн літрів дизельного пального на добу).
Власником станції є державна електроенергетична корпорація Electric Generating Authority of Thailand (EGAT).